# Diplodocus hallorum
Seizmosaurus (Seismosaurus) je dinosaurus sauropod koji je živeo u periodu kasne Jure pre 150 miliona godina. Njegovo ime znači „zemljotresni gušter”, a dobio ga je upravo zbog svoje kolosalne građe. Prve fosile seismosaurusa, otkrio je 1901. američki paleontolog Džon Bel Hatčer.

## Opis životinje
Seismosaurus je pripadao porodici sauropoda Diplodocidae. Procene su da je bio dug od 40 do 50 metara. Imao je ogroman rep nalik biču koji se završavao kupastim proširenjem čija uloga još uvek nije sa sigurnošću utvrđena. Kičmeni pršljeni u repu i oni u vratu su sa donje strane bili ojačani dodatnim izraštajima. Glava mu je bila majušna i zbog toga, kao i ostalih navedenih oblika, ovaj dinosaurus je bio tipičan diplodocid. Bio je težak do 30 tona, mada se procene kreću i do duple vrednosti.

## Stanište
Seismosaurus je sa svojim srodinikom diplodokusom, živeo na prostorima Severne Amerike u današnjoj državi Kolorado. Naučnici smatraju da je seismosaurus živeo na suvim livadama i obalama reka i jezera.

## Način života
S obzirom da su među fosilnim nalazima pronađeni i gastroliti, pretpostavlja se da se hranio grubim biljnim delovima, lišćem sa visokih drveća, granjem i visokom travom. Kada bi bio napadnut, ubrzavao bi hod, ali nije mogao da trči. Tada bi pomerao samo jednu nogu, dok se sa ostale tri pridržavao za podlogu.
Seismosaurus, kao i njegov srodnik diplodokus, živeli su obično sami, ili u manjim grupama od 2—4 jedinke. Diplodokus je imao surlu, sličnu kao i kod slona. Slonovi i diplodokusi imai isti sistem disanja.

## Fosilni nalazi
Jedini poznati fosilni ostaci su pronađeni na teritoriji Novog Meksika (Severna Amerika) 1979. godine. Dva izletnika su se bukvalno saplela o njegov fosilizovani rep. Do 2001. njegov fosilizovani skelet još uvek nije bio u potpunosti izvađen iz peščara, pa je za izučavanje njegovih kostiju korišćena savremena tehnologija — radar čiji zraci prodiru kroz tlo.

## Galerija
- Dva diplodokusa
- Veličine dva diplodokusa.
- Stari i novi model diplodokusa (crtež).
- Skelet diplodokusa u Berlinu.
- Lobanja seismosaurusa
- Replika seismosaurusa, u Minhenu.

## Literatura
- Berni D. 2001. Velika enciklopedija dinosaurusa. Zmaj. Novi Sad.